# 1257
Il 1257 (MCCLVII in numeri romani) è un anno  del XIII secolo.

## Eventi
- (gennaio) A pochi giorni di distanza l'uno dall'altro, vengono eletti Re dei Romani Alfonso X di Castiglia e Riccardo di Cornovaglia. Nessuno dei due riuscirà a imporre il proprio potere, e il Grande Interregno si protrarrà sino al 1272.
- Uccisione di Simone Mastaguerra, che aveva tentato di imporre la propria signoria sulla città di Forlì
- Tra il 28 ed il 29 agosto - Tregua di Parabiago, tregua temporanea che scongiurò una guerra civile all'interno del Comune di Milano, tra popolo e nobili.
- Firenze umilia la ghibellina Pistoia sconfiggendola e distruggendole parte delle mura.
- Esplode il vulcano Samalas, sull'isola di Lombok, in Indonesia causando l'anno successivo gravi carestie in tutto il mondo.[1]

## Nati
- 15 agosto - Muhammad III di Granada, sultano († 1314)
- 14 ottobre - Przemysł II di Polonia, nobile polacco († 1296)
- Agnese di Brandeburgo, regina danese († 1304)
- Agnese d'Asburgo, nobildonna († 1322)
- Beatrice di Borgogna-Borbone, nobile francese († 1310)
- Federico I di Meißen, nobile († 1323)
- Maria d'Ungheria, sovrana († 1323)
- Pietro d'Ayerbe, nobile, politico e militare spagnolo († 1318)

## Morti
- 21 febbraio - Ugo di Digne, religioso francese
- 8 aprile - Margherita di Ginevra, nobildonna francese
- 28 aprile - Shajar al-Durr
- 16 maggio - Alberto Sanvitale, vescovo cattolico italiano
- 20 maggio - Maurice FitzGerald, II signore di Offaly, nobile irlandese (n. 1194)
- 4 giugno - Przemysł I della Grande Polonia, nobile polacco
- 15 agosto - Giacinto Odrovaz, religioso polacco (n. 1185)
- 13 ottobre - Biaquino da Camino, vescovo cattolico italiano
- 14 ottobre - Leone da Perego, arcivescovo cattolico italiano
- 19 ottobre - Tommaso Hélye, presbitero francese
- 24 dicembre - Giovanni d'Avesnes, conte (n. 1218)
- Bertoldo di Hohenburg, nobile tedesco
- Guido Bigarelli, scultore italiano
- Giovanni Cantacuzeno, nobile, militare e funzionario bizantino (n. 1190)
- John Lexington, politico inglese
- Manfredo II Lancia, nobile italiano
- Simone Mastaguerra, nobile italiano
- Poppo von Osterna
- Giordano Ruffo, funzionario e veterinario italiano
- Ulakci, condottiero mongolo
- Tisone da Camino, vescovo cattolico italiano

## Calendario
| Calendario 1257 | Calendario 1257 | Calendario 1257 | Calendario 1257 | Calendario 1257 | Calendario 1257 | Calendario 1257 | Calendario 1257 | Calendario 1257 | Calendario 1257 | Calendario 1257 | Calendario 1257 | Calendario 1257 | Calendario 1257 | Calendario 1257 | Calendario 1257 | Calendario 1257 | Calendario 1257 | Calendario 1257 | Calendario 1257 | Calendario 1257 | Calendario 1257 | Calendario 1257 | Calendario 1257 | Calendario 1257 | Calendario 1257 | Calendario 1257 | Calendario 1257 | Calendario 1257 | Calendario 1257 | Calendario 1257 | Calendario 1257 | Calendario 1257 |
| --------------- | --------------- | --------------- | --------------- | --------------- | --------------- | --------------- | --------------- | --------------- | --------------- | --------------- | --------------- | --------------- | --------------- | --------------- | --------------- | --------------- | --------------- | --------------- | --------------- | --------------- | --------------- | --------------- | --------------- | --------------- | --------------- | --------------- | --------------- | --------------- | --------------- | --------------- | --------------- | --------------- |
|                 | 1               | 2               | 3               | 4               | 5               | 6               | 7               | 8               | 9               | 10              | 11              | 12              | 13              | 14              | 15              | 16              | 17              | 18              | 19              | 20              | 21              | 22              | 23              | 24              | 25              | 26              | 27              | 28              | 29              | 30              | 31              |                 |
| Gennaio         | Lu              | Ma              | Me              | Gi              | Ve              | Sa              | Do              | Lu              | Ma              | Me              | Gi              | Ve              | Sa              | Do              | Lu              | Ma              | Me              | Gi              | Ve              | Sa              | Do              | Lu              | Ma              | Me              | Gi              | Ve              | Sa              | Do              | Lu              | Ma              | Me              |                 |
| Febbraio        | Gi              | Ve              | Sa              | Do              | Lu              | Ma              | Me              | Gi              | Ve              | Sa              | Do              | Lu              | Ma              | Me              | Gi              | Ve              | Sa              | Do              | Lu              | Ma              | Me              | Gi              | Ve              | Sa              | Do              | Lu              | Ma              | Me              |                 |                 |                 |                 |
| Marzo           | Gi              | Ve              | Sa              | Do              | Lu              | Ma              | Me              | Gi              | Ve              | Sa              | Do              | Lu              | Ma              | Me              | Gi              | Ve              | Sa              | Do              | Lu              | Ma              | Me              | Gi              | Ve              | Sa              | Do              | Lu              | Ma              | Me              | Gi              | Ve              | Sa              |                 |
| Aprile          | Do              | Lu              | Ma              | Me              | Gi              | Ve              | Sa              | Do              | Lu              | Ma              | Me              | Gi              | Ve              | Sa              | Do              | Lu              | Ma              | Me              | Gi              | Ve              | Sa              | Do              | Lu              | Ma              | Me              | Gi              | Ve              | Sa              | Do              | Lu              |                 |                 |
| Maggio          | Ma              | Me              | Gi              | Ve              | Sa              | Do              | Lu              | Ma              | Me              | Gi              | Ve              | Sa              | Do              | Lu              | Ma              | Me              | Gi              | Ve              | Sa              | Do              | Lu              | Ma              | Me              | Gi              | Ve              | Sa              | Do              | Lu              | Ma              | Me              | Gi              |                 |
| Giugno          | Ve              | Sa              | Do              | Lu              | Ma              | Me              | Gi              | Ve              | Sa              | Do              | Lu              | Ma              | Me              | Gi              | Ve              | Sa              | Do              | Lu              | Ma              | Me              | Gi              | Ve              | Sa              | Do              | Lu              | Ma              | Me              | Gi              | Ve              | Sa              |                 |                 |
| Luglio          | Do              | Lu              | Ma              | Me              | Gi              | Ve              | Sa              | Do              | Lu              | Ma              | Me              | Gi              | Ve              | Sa              | Do              | Lu              | Ma              | Me              | Gi              | Ve              | Sa              | Do              | Lu              | Ma              | Me              | Gi              | Ve              | Sa              | Do              | Lu              | Ma              |                 |
| Agosto          | Me              | Gi              | Ve              | Sa              | Do              | Lu              | Ma              | Me              | Gi              | Ve              | Sa              | Do              | Lu              | Ma              | Me              | Gi              | Ve              | Sa              | Do              | Lu              | Ma              | Me              | Gi              | Ve              | Sa              | Do              | Lu              | Ma              | Me              | Gi              | Ve              |                 |
| Settembre       | Sa              | Do              | Lu              | Ma              | Me              | Gi              | Ve              | Sa              | Do              | Lu              | Ma              | Me              | Gi              | Ve              | Sa              | Do              | Lu              | Ma              | Me              | Gi              | Ve              | Sa              | Do              | Lu              | Ma              | Me              | Gi              | Ve              | Sa              | Do              |                 |                 |
| Ottobre         | Lu              | Ma              | Me              | Gi              | Ve              | Sa              | Do              | Lu              | Ma              | Me              | Gi              | Ve              | Sa              | Do              | Lu              | Ma              | Me              | Gi              | Ve              | Sa              | Do              | Lu              | Ma              | Me              | Gi              | Ve              | Sa              | Do              | Lu              | Ma              | Me              |                 |
| Novembre        | Gi              | Ve              | Sa              | Do              | Lu              | Ma              | Me              | Gi              | Ve              | Sa              | Do              | Lu              | Ma              | Me              | Gi              | Ve              | Sa              | Do              | Lu              | Ma              | Me              | Gi              | Ve              | Sa              | Do              | Lu              | Ma              | Me              | Gi              | Ve              |                 |                 |
| Dicembre        | Sa              | Do              | Lu              | Ma              | Me              | Gi              | Ve              | Sa              | Do              | Lu              | Ma              | Me              | Gi              | Ve              | Sa              | Do              | Lu              | Ma              | Me              | Gi              | Ve              | Sa              | Do              | Lu              | Ma              | Me              | Gi              | Ve              | Sa              | Do              | Lu              |                 |